# Dolus-d'Oléron
 Dolus-d'Oléron  es una comuna y población de Francia, en la región de Nueva Aquitania, departamento de Charente Marítimo, en el distrito de Rochefort y cantón de Le Château-d'Oléron. Se encuentra en la isla de Oléron.
Su población municipal en 2008 era de 3 166 habitantes.
Está integrada en la Communauté de communes de l'Île-d'Oléron.

## Demografía
| 2 082 | 2 101 | 1 698 | 2 011 | 2 174 | 2 169 | 2 200 | 2 228 | 2 087 | 2 199 | 2 211 | 2 209 | 2 225 | 2 212 | 2 165 | 2 055 | 2 058 | 2 075 | 2 029 | 1 946 | 1 763 | 1 736 | 1 658 | 1 677 | 1 663 | 1 604 | 1 744 | 1 786 | 2 006 | 2 145 | 2 440 | 2 723 | 3 166 |
| Para los censos de 1962 a 1999 la población legal corresponde a la población sin duplicidades (Fuente: INSEE [Consultar]) |       |       |       |       |       |       |       |       |       |       |       |       |       |       |       |       |       |       |       |       |       |       |       |       |       |       |       |       |       |       |       |       |